# 杜马鲁号
杜马鲁号（英語：SS Dumaru）是一艘霍夫型木制蒸汽船，杜马鲁号于1918年4月17日在俄勒冈波特兰生产并被划为美国海运委员会的一部分。1918年10月16日，在位于关岛海岸附近的首次航行中被闪电击中，导致军火发生爆炸并彻底摧毁杜马鲁号。
杜马鲁号沉没之前，所有船员都撤离到两艘救生艇和一艘木筏上，救生艇上的包括船长奥勒·贝伦森在内的五名乘客在沉没地点附近获救。
由于两艘救生艇中，一艘出现载人不足的情况，20个座位中只载有9人，而另一艘则挤满了32名船员。两艘救生艇在太平洋上漂流了大约三个星期后抵达菲律宾。载有32名船员的小艇很快耗尽了淡水资源，迫使船员们建造了一个简陋的海水淡化装置，饥饿和水资源缺乏迫使小艇上的船员发生食人的状况，饥饿的船员为了求生只能吃掉死去船员的尸体。